# Kontakta Alkatrészgyár
A Gazdasági Bizottság 1963-ban hozott határozata nyomán, az 1963 júliusában kelt miniszterhelyettesi határozat alapján az Óragyár és a Kontakta Villamos Szerelési Cikkek Gyára egyesítéséből jött létre a Kontakta Alkatrészgyár. A vállalat budapesti székhellyel alakult meg. A határozat a vállalat profilját műszer és híradástechnikai, elektromechanikai alkatrészek, mechanikai egységek, valamint villamos szerelési cikkek gyártásában jelölte meg.

## AzÓragyár
Az Óragyár elődje, amely a később államosított gyár magvát képezte a Budapest VIII. kerület Tömő utca 26. szám alatt működött. Javításokkal, jelíró, futómű, szinkronóra gyártással foglalkozott. Ezen túlmenően importált komplett óraszerkezeteket, melynek tokozását itthon végezte. A gyár 1948-ban államosításra került. A régi óragyár nem tudta kielégíteni az ipar és a kereskedelem igényeit a szűkös, kis elavult géppark és a termelőterület kis mérete miatt. A gyárat a Tömő utcából a Pesterzsébeti volt Gira és Becsey cég gyárába helyezték, ahonnan a jobb minőségű fémmegmunkáló eszközöket még az Óragyár beköltözése előtt elszállították. A beköltözés után közvetlenül a Danuvia gyár óragyártó részlegét is gépekkel együtt az erzsébeti Óragyárhoz csatolták. A létszám megnövekedett ugyan, de a megnövekedett géppark korszerűtlen és elhanyagolt volt. A termelő terület több mint ötszörösére, a létszám hatszorosára bővült. 1950-ben további 940 m²-el növekedett a vállalat területe. 1958-ban ugrásszerűen növekedett a termelése, mellyel egyidejűleg újabb területnövelést hajtottak végre. Az új egyemeletes üzemrész további 750 m²-rel bővítette a termelő terület nagyságát. Az 1959-ben újabb egyemeletes üzemrész létesült, mellyel a termelő terület ismét bővült. A teljes termelő terület az Óragyár erzsébeti megalakulása óta 66%-kal, a régi Óragyárhoz képest pedig 865%-kal nőtt.
1958-1959 között megkezdődött a régi, elavult gépek lecserélése és a gépek számának növelése. Mintegy 100 új gépet állítottak üzembe.
1960-ban a Műszeripari Igazgatóság megbízta az Óragyárat a szabványosított elektromechanikai alkatrészek központosított gyártásával és fejlesztésével az ipari óraszerkezetek gyártásának fokozatos csökkentése mellett. A feladat megoldásában nagy szerepe jutott a Műszeripari Kutató Intézet kihelyezett Alkatrész-fejlesztési osztályának.
A megnövekedett igényeknek a nagyobb területen sem tudott már eleget tenni a gyár, ezért 1961-ben a Szentesi Szövetkezettől átvett Felszabadulás úti teleppel mintegy 2000 m²-rel növelte a termelő területét. Mivel elsősorban az alkatrészgyártást kellett bővíteni sor került a hosszesztergák Szentesre telepítésére.

### A gyártmányösszetétel változása
Az államosítás után a vállalat fő profilját a mechanikus óraszerkezetek és számláló szerkezetek alkották. A gyártmányok sokrétűsége, kis sorozatnagysága gátolta a sorozatgyártás bevezetését. 1950-ben a gyár a számlálók gyártását más cégnek adta át, de bővítette az óragyártást. Bevezette a főóra, mellékóra, szinkronóra gyártását. Bevezették a különféle ipari mechanikus és elektromos kapcsoló szerkezetek gyártását is. Felvették termékeik közé a toronyórák gyártását. Az első motorikus felhúzású toronyórát Bulgáriába exportálták. 1953-ban készítették el a Népstadion óraberendezését az Óragyár szabadalmát képező motoros alórákkal. 1957-ben készült el a moszkvai Lenin-stadion 5 méter számlapátmérőjű sportórája.
1959-től már nagy sorozatban gyártottak ismétlő ébresztőórákat, mosógépkapcsoló órát. Az Óragyár sorozatban vette át más cégektől ezen termékek gyártását. Így a BHG-tól a normálkefés műanyagtárcsás kapcsolók gyártását, a FMV-tól a normál, késesrendszerű keramikus tárcsás kapcsolók gyártását stb. 1962-ben már sorozatban gyártották az elektromechanikai alkatrészeket.

## Kontakta Villamos Szerelési Cikkek Gyára
A gyár elődje a 30 fővel 1919. október 18-án megalakított Szalay István cég volt, amely 1937-ben immár 200 fővel Szalay István Rt. Villamos Szerelési és Készülékek Gyára nevet vette fel. A már államosított cég 1950-ben már jelentős eredményeket ért el. Egyedüliként az országban villamosszerelési anyagokat gyártott belföldre és exportra. Jelentős fejlődés akkor következett be, mikor 1953-ban a Váci útra költözött (az épületbe aztán néhány évvel később a Magyar Elektrotechnikai Ellenőrző Intézetet telepítették). A Kontakta Villamos Szerelési Cikkek Gyára 1953-ig különböző villamosipari cikkek gyártásával foglalkozott. Az 1953-ban végrehajtott profiltisztítás után lényegében a különböző dobozos- és készülékkapcsolókat, háztartási- és ipari dugós csatlakozókat, izzólámpa foglalatokat gyártott. Eleinte a II. világháború előtti típusokkal foglalkoztak, ezeket próbálták gazdaságossá tenni. 1958-ban esedékessé vált a régi gyártmányok korszerűsítése részben a külföldi kereslet, részben a belföldi lakásépítési program következtében.
1959-től a műszeripar részére szükséges műszerelemek kifejlesztésével kezdtek el foglalkozni. A termelés rohamos növekedésével a termelő terület bővítésére volt szükség. A vidéki ipartelepítés jegyében 1960-ban a Csongrád megyei Szentesen a városi tanács segítségével 3000 m² területen, a volt Zsoldos malom nem éppen célszerű épületében kezdték meg a villamos szerelési anyagok gyártását.

## A szakemberképzés
Rendkívüli nehézséget jelentett a térségben a képzett szakemberek hiánya, a szakképzetlen női munkaerő betanítása, munkába állítása.
A városi szervek segítségével, és a hasonló gondokkal küzdő Óragyár együttműködésével megszervezték a tanuló képzést a szerszámkészítő, lakatos és műszerész szakmában.

## Az összevonás és feladatmegosztás
1963 júliusában az Óragyár és a Kontakta Villamos Szerelési Cikkek Gyára egyesítéséből jött létre a Kontakta Alkatrészgyár.
Az így létrejött vállalat vezetése kialakította fejlesztési koncepcióját
1. Az elektromechanikai alkatrészek fejlesztését és gyártását Budapesten, az óragyári termelő bázisra építve valósítja meg
2. A villamos szerelési anyagok fejlesztését Budapesten, a koncentrált fejlesztő bázisán, gyártását pedig Szentesen valósítja meg.
3. A szentesi óragyári részleget, és a Kontakta részlegét egy gyártóegységgé vonják össze.

Mindkét gyártási profil megkövetelte a szerszámgyártás és készülékezés erőteljes fejlesztését. 1967-ben létrehozták a Szerszám és Célgép Gyáregységet, budapesti székhellyel.
A rendkívül széttagolt, termelésre kevéssé alkalmas épületei helyett Budapesten egy 3000 m² alapterületű többszintes épületet építettek 1967-ben.
Szentesen egy korszerű, új gyárat építettek műhelyépülettel, galván-üzemmel, iroda- és szociális épülettel. A programvezérlésű automata galvanizáló sorokból álló galvánüzem ekkor az ország legkorszerűbb ilyen üzeme volt.
Az épület beruházások elhúzódása és az egyre növekvő igények szükségessé tették az otthon-dolgozói rendszer kialakítását, megszervezését. Szentesen mintegy 300 fő, Budapesten átlag 120 főt sikerült így bevonni a termelésbe.
A vállalat 1968-tól a Műszeripari Egyesület alapító tagja volt.

## A szétválás
A vállalat 1968-ban különválasztotta a törzskari irányító szervezettől a budapesti telephelyen működő termelői területet és annak irányítására létrehozta Budapesten a pesterzsébeti gyáregységet, és irányító szervezetét.
A vállalatból 1988. július 1-ével két jogutód jött létre. Szentesen a Kontakta Villamosszerelési Vállalat (Kontavill), míg a vállalat budapesti részlege 1989-ben jogutód nélkül megszűnt.
A szentesi gyár 1992-ben részvénytársasággá alakult, és csatlakozott a Legrand csoporthoz. A nevét 2002 óta viseli.